# Усенко-Чорна Жанна Іванівна
Жа́нна Іва́нівна Усе́нко-Чо́рна (нар. 1 травня 1973, Київ, Українська РСР, СРСР) — український державний службовець, Заслужений юрист України, заступник Голови Центральної виборчої комісії.

## Біографія
Народилася 1 травня 1973 у Києві.
У 1997 закінчила Київський національний університет імені Тараса Шевченка за спеціальністю «Історія», у 2000 році — Інститут міжнародних відносин Київського національного університету імені Тараса Шевченка за спеціальністю «Міжнародне право».
Трудову діяльність розпочала в серпні 1999 головним консультантом Національного бюро у справах дотримання Конвенції про захист прав і основних свобод людини Міністерства юстиції України.
З травня 2000 — головний консультант секретаріату Комітету Верховної Ради України з питань правової політики, пізніше обіймала посади юридичного радника проекту закритого акціонерного товариства «Євро-Україна Консалтинг», головного консультанта секретаріату Комітету Верховної Ради України з питань правової політики, головного консультанта Управління Адміністрації Президента України по зв'язках з Верховною Радою України, Конституційним Судом України і Кабінетом Міністрів України, заступника завідувача відділу цього ж Управління.
У грудні 2004 року призначена членом Центральної виборчої комісії. З червня 2007 — заступник Голови Центральної виборчої комісії.

## Відзнаки
Заслужений юрист України, нагороджена Почесною грамотою Кабінету Міністрів України.